# Llista dels concerts amb major assistència
Aquest article enumera els concerts amb major assistència de tots els temps. El concert més antic amb 100.000 persones registrat a Billboard Boxscore és el de Grateful Dead en el Raceway Park d'Englishtown, Nova Jersey, el 3 de setembre de 1977. Van assistir 107.019 persones, que continua sent el concert amb major nombre d'entrades als Estats Units fins a la data. Frank Sinatra, Tina Turner i Paul McCartney van batre el rècord respectivament a l'estadi de Maracanã. Amb una audiència de més de 184.000 persones el 21 d'abril de 1990. El rècord de McCartney va ser superat per A-ha el 1991 durant el Rock in Rio, quan van atreure a unes 198.000 persones amb entrades. El seu rècord va ser superat per una banda de rock japonesa, Glay, que va celebrar un concert amb una audiència de 200.000 persones el 31 de juliol de 1999 a Chiba, Japó (aparcament de Makuhari). GLAY va mantenir el rècord durant 6 anys. El cantant italià Vasco Rossi va superar el rècord de McCartney amb el seu concert en solitari l'1 de juliol de 2017. El concert va ser una celebració dels seus 40 anys de carrera.
Tot i que se sap que les xifres d'assistència de concerts gratuïts són exageracions, s'ha informat que diversos concerts tenen un milió o més de públic. Tant el concert de Jean-Michel Jarre a Moscou el 1997 com el concert de Rod Stewart a Copacabana el 1994 han atret un públic de més de 3,5 milions de persones. Jean Michel Jarre ha atret un públic en directe de més d’un milió d’espectadors en cinc ocasions, tres vegades a París, 1979, 1990 i 1995, una vegada a Houston, 1986 i una altra a Moscou, 1997. És l’únic artista que ho ha fet mai.
Encara que se sap que les xifres d'assistència als concerts gratuïts són exagerades, s'ha informat que diversos concerts van reunir un milió d'espectadors o més. Tant el concert de Jean-Michel Jarre a Moscou, el 1997, com el de Rod Stewart a Copacabana, el 1994, van atraure a un públic de més de 3,5 milions de persones. Jean Michel Jarre va reunir a més d'un milió d'espectadors en cinc ocasions, tres a París, 1979, 1990 i 1995, una a Houston, 1986, i una altra a Moscou, 1997. És l'únic artista que ho ha aconseguit.

## Concerts amb més assistència
|  | Indica que el concert va ser el que va tindre més espectadors de tots els temps fins aquell moment |

### Concerts d’un sol artista
A continuació s'enumeren els concerts d'un sol artista amb major número d'entrades (excloent els festivals de música) amb una assistència de 100.000 persones o més.
| Data             | Artista                     | Lloc                            | Ciutat             | Esdeveniment                                      | Assistents | Ref.          |
| ---------------- | --------------------------- | ------------------------------- | ------------------ | ------------------------------------------------- | ---------- | ------------- |
| 5 juliol 2025    | Marko Perković – Thompson • | Hipòdrom de Zagreb              | Zagreb             | Hodočasnik                                        | 504.000    | [ 2 ]         |
| 1 juliol 2017    | Vasco Rossi •               | Parco Enzo Ferrari              | Mòdena             | Modena Park 2017                                  | 225.173    | [ 3 ]         |
| 28 juny 2005     | Bijelo Dugme •              | Hipòdrom de Belgrad             | Belgrad            | 2005 Tour: Sarajevo, Zagreb, Belgrade             | 220.000    | [ 4 ]         |
| 31 juliol 1999   | Glay •                      | Fira de Makuhari                | Chiba              | Glay Expo'99 Survival                             | 200.000    | [ 5 ]         |
| 20 abril 1990    | Paul McCartney •            | Estadi Maracanã                 | Rio de Janeiro     | The Paul McCartney World Tour                     | 184.000    | [ 6 ]         |
| 16 gener 1988    | Tina Turner •               | Estadi Maracanã                 | Rio de Janeiro     | Break Every Rule World Tour                       | 180.000    | [ 7 ] [ 8 ]   |
| 26 gener 1980    | Frank Sinatra •             | Estadi Maracanã                 | Rio de Janeiro     | Frank Sinatra Live                                | 175.000    | [ 9 ]         |
| 10 setembre 2005 | Luciano Ligabue             | Aeroport de Reggio Emilia       | Reggio de l'Emilia | Campovolo                                         | 165.264    | [ 10 ]        |
| 19 juliol 1988   | Bruce Springsteen           | Pista de ciclisme de Weissensee | Berlín             | Tunnel of Love Express Tour                       | 160.000    | [ 11 ]        |
| 28 juny 2013     | Ceca                        | Ušće park                       | Belgrad            | Poziv Tour                                        | 150.000    | [ 12 ]        |
| 20 setembre 1997 | U2                          | Aeroport de Reggio Emilia       | Reggio de l'Emilia | PopMart Tour                                      | 150.000    | [ 13 ]        |
| 18 juny 1983     | Kiss                        | Estadi Maracanã                 | Rio de Janeiro     | Creatures of the Night Tour/10th Anniversary Tour | 137.000    | [ 14 ]        |
| 20 març 1981     | Queen                       | Estadi Morumbi                  | São Paulo          | The Game Tour                                     | 131.000    | [ 15 ]        |
| 29 agost 1987    | Madonna                     | Parc de Sceaux                  | París              | Who's That Girl World Tour                        | 130.000    | [ 16 ]        |
| 5 agost 1995     | The Rolling Stones          | Estadi Strahov                  | Praga              | Voodoo Lounge Tour                                | 126.742    | [ 17 ]        |
| 11 setembre 1988 | Michael Jackson             | Hipòdrom Aintree                | Liverpool          | Bad World Tour                                    | 125.000    | [ 18 ]        |
| 7 setembre 1996  | Michael Jackson             | Letná Park                      | Praga              | HIStory World Tour                                | 125.000    | [ 19 ]        |
| 10 agost 1996    | Oasis                       | Knebworth Park                  | Stevenage          | (What's the Story) Morning Glory? Tour            | 125.000    | [ 20 ] [ 21 ] |
| 11 agost 1996    | Oasis                       | Knebworth Park                  | Stevenage          | (What's the Story) Morning Glory? Tour            | 125.000    | [ 20 ] [ 21 ] |
| 1 agost 2003     | Robbie Williams             | Knebworth Park                  | Stevenage          | 2003 Tour                                         | 125.000    | [ 22 ]        |
| 2 agost 2003     | Robbie Williams             | Knebworth Park                  | Stevenage          | 2003 Tour                                         | 125.000    | [ 22 ]        |
| 3 agost 2003     | Robbie Williams             | Knebworth Park                  | Stevenage          | 2003 Tour                                         | 125.000    | [ 22 ]        |
| 21 març 1981     | Queen                       | Estadi Morumbi                  | São Paulo          | The Game Tour                                     | 120.000    | [ 15 ]        |
| 25 juliol 1982   | The Rolling Stones          | Roundhay Park                   | Leeds              | The Rolling Stones European Tour 1982             | 120.000    | [ 23 ]        |
| 9 agost 1986     | Queen                       | Knebworth Park                  | Stevenage          | Magic Tour                                        | 120.000    | [ 24 ]        |
| 6 novembre 1993  | Madonna                     | Estadi Maracanã                 | Rio de Janeiro     | The Girlie Show World Tour                        | 120.000    | [ 25 ]        |
| 20 setembre 1996 | Michael Jackson             | Aeroport Bemowo                 | Varsòvia           | HIStory World Tour                                | 120.000    | [ 26 ]        |
| 7 setembre 1994  | Pink Floyd                  | Estadi Strahov                  | Praga              | The Division Bell Tour                            | 115.000    | [ 27 ]        |
| 3 setembre 1977  | Grateful Dead •             | Raceway Park                    | Englishtown        | Terrapin Station Tour                             | 107.019    | [ 28 ]        |
| 7 juny 2014      | George Strait               | AT&T Stadium                    | Arlington          | Tour Cowboy Rides Away                            | 104.793    | [ 29 ]        |
| 25 novembre 2017 | Ricky Martin                | Plaza de la Constitución        | Ciutat de Mèxic    | One World Tour                                    | 100.000    | [ 30 ]        |
| 28 març 2007     | Shakira                     | Giza Plateau                    | El Caire           | Oral Fixation Tour                                | 100.000    | [ 31 ]        |

### Concerts gratuïts
Els següents són concerts gratuïts als quals s'ha informat de l'assistència d'un milió de persones o més. El primer de la història va ser el de l'artista francès Jean-Michel Jarre a París el 1979, que va crear l'entrada en el Llibre Guinness. També s'inclouen els festivals de diversos artistes, que poden no ser directament comparables amb els concerts d'un sol artista. Les xifres d'assistència a molts dels tipus d'esdeveniments enumerats aquí es basen en estimacions dels promotors i se sap que són exagerades.
| Data              | Artista principal                                   | Lloc                          | Ciutat            | Esdeveniment                        | Assistents | Ref.          |
| ----------------- | --------------------------------------------------- | ----------------------------- | ----------------- | ----------------------------------- | ---------- | ------------- |
| 6 setembre 1997   | Jean-Michel Jarre •                                 | Universitat Estatal de Moscou | Moscou            | El 850è anniversari de Moscou       | >3.500.000 | [ 33 ]        |
| 31 desembre, 1994 | Rod Stewart •                                       | Platja Copacabana             | Rio de Janeiro    | Cap d'any                           | >3.500.000 | [ 34 ]        |
| 31 desembre, 1993 | Jorge Ben Jor •                                     | Platja Copacabana             | Rio de Janeiro    | Cap d'any                           | 3.000.000  | [ 35 ]        |
| 14 juliol 1990    | Jean-Michel Jarre •                                 | La Défense                    | París             | Festa Nacional de França            | 2.500.000  | [ 36 ]        |
| 28 setembre 1991  | AC/DC, Pantera, Metallica, The Black Crowes, E.S.T. | Aeròdrom de Tushino           | Moscou            | Monsters of Rock                    | 1.600.000  | [ 37 ] [ 38 ] |
| 2 juliol 2005     | Diversos artistes                                   | Museu d'Art de Filadèlfia     | Filadèlfia        | Live 8                              | 1.500.000  | [ 39 ]        |
| 18 febrer 2006    | The Rolling Stones                                  | Platja Copacabana             | Rio de Janeiro    | A Bigger Bang                       | 1.500.000  | [ 40 ] [ 41 ] |
| 5 abril 1986      | Jean-Michel Jarre •                                 | Downtown Houston              | Houston           | Rendez-vous Houston                 | 1.300.000  | [ 42 ] [ 43 ] |
| 20 setembre 2009  | Diversos artistes                                   | Plaça de la Revolució         | L'Havana          | Paz Sin Fronteras II                | 1.100.000  | [ 44 ] [ 45 ] |
| 4 juliol 1985     | The Beach Boys                                      | Museu d'Art de Filadèlfia     | Filadèlfia        | Concert del Dia de la Independència | 1.000.000  | [ 46 ]        |
| 14 juliol 1979    | Jean-Michel Jarre •                                 | Plaça de la Concorde          | París             | Festa Nacional de França            | 1.000.000  |               |
| 24 juny 2001      | Antonello Venditti                                  | Circ Màxim                    | Roma              | AS Roma's 3rd Serie A victory       | 1.000.000  | [ 47 ]        |
| 31 desembre, 2006 | The Black Eyed Peas                                 | Platja Copacabana             | Rio de Janeiro    | Cap d'any                           | 1.000.000  |               |
| 3 agost 2019      | Kult                                                | Kostrzyn nad Odrą             | Kostrzyn nad Odrą | Festival Pol'And'Rock               | ~1.000.000 | [ 48 ]        |